# Bunraku

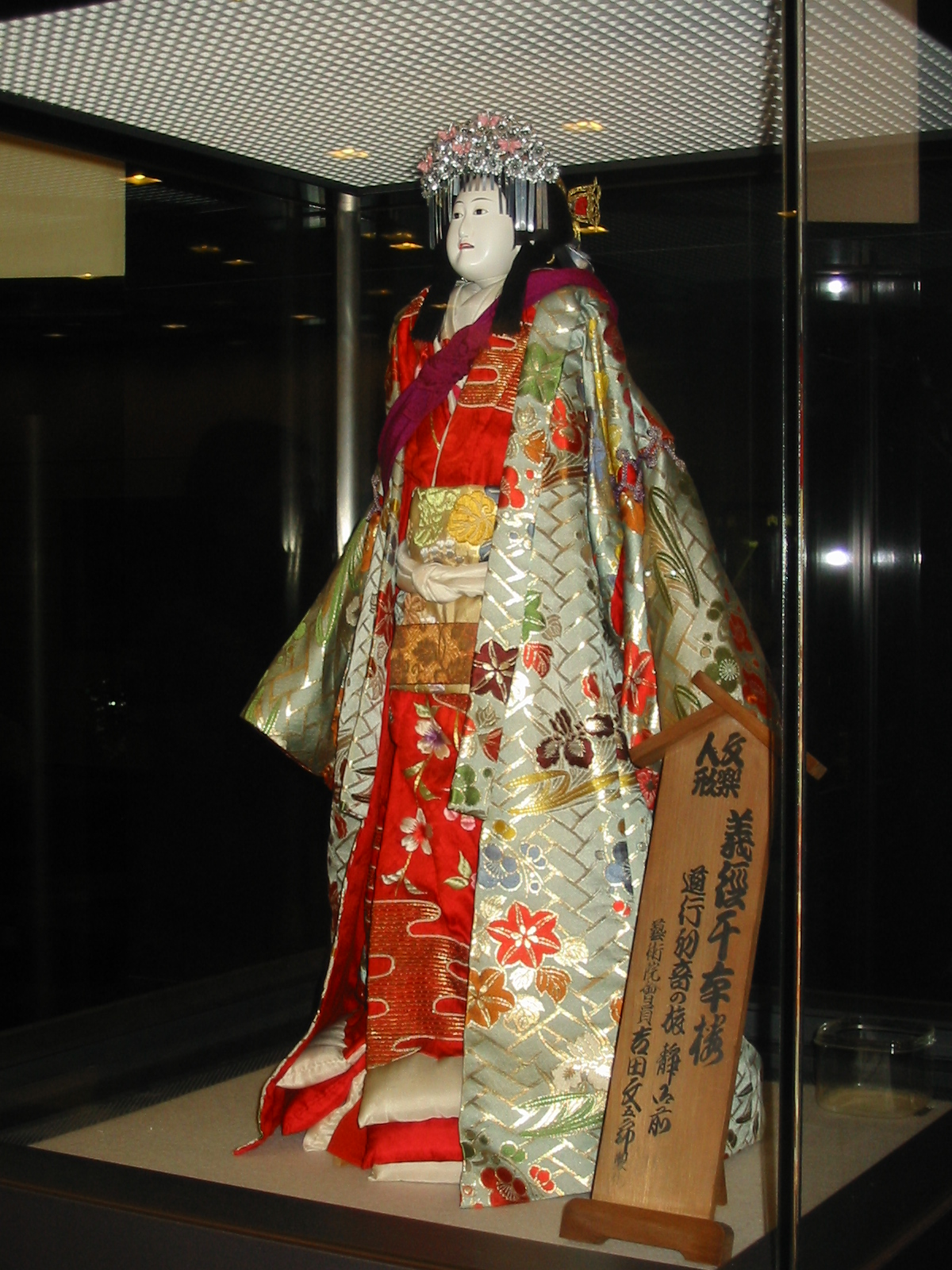
Lebensgroße Bunraku-Figur

Bunraku (jap. 文楽; auch: 人形浄瑠璃 Ningyō Jōruri) ist eine traditionelle, japanische Form des Figurentheaters. Inhaltlich werden von Bunraku und Kabuki ähnliche Themen aufgegriffen, denn beides sind Theaterformen, die aus der gleichen gesellschaftlichen Schicht entstanden sind. Bunraku wurde im Jahr 2005 in die UNESCO-Liste der Meisterwerke des mündlichen und immateriellen Erbes der Menschheit aufgenommen und 2008 in die Repräsentative Liste des immateriellen Kulturerbes der Menschheit übernommen.

## Charakter
Bunraku teilt viele Themen mit dem zeitgenössischen Kabuki. Mehrere Stücke wurden für beide Theaterformen adaptiert. Bunraku ist besonders bekannt für tragische Liebesgeschichten, die mit Suizid (Shinjū) enden. Die Geschichte der 47 Ronin ist ebenfalls in Bunraku und Kabuki bekannt.
Bunraku ist ein Autorentheater. Vor der Vorstellung hält der Rezitator den Text in die Höhe und verbeugt sich vor ihm. Damit verspricht er, ihm treu zu folgen. Kabuki hingegen ist ein Darstellertheater, in dem die Schauspieler Scherze, Improvisationen, Bezüge auf aktuelles Zeitgeschehen etc. ins Spiel einfügen können.

## Geschichtlicher Hintergrund
Die Theaterform entstand 1684 in Ōsaka, als Takemoto Gidayū dort sein Theater gründete. Sie wurde nach dem Puppenspieler Uemura Bunrakuken benannt.
Später wurde das Bunraku weitgehend von Kabuki verdrängt und litt unter einem Mangel an kompetenten Autoren für neue Stücke.
Der bekannteste Bunraku-Autor war Chikamatsu Monzaemon. Mit den mehr als 100 ihm zugeschriebenen Stücken wird er manchmal der „Shakespeare von Japan“ genannt.
Heute hat Bunraku den Status unberührbares kulturelles Erbe von der japanischen Regierung und wird besonders gefördert. Auch Bunraku-Darsteller und Puppenmacher können unter Japans Programm zur Bewahrung seiner traditionellen Kultur zu „lebenden Kulturschätzen“ erklärt werden.

## Die Puppen

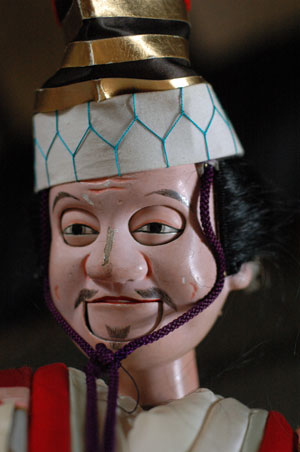
Puppenkopf

Größtes Unterscheidungsmerkmal zum westlichen Figuren- oder Puppentheater sind Bedienung und Größe der Puppen. Die Puppenspieler bedienen die Puppen mit Hilfe von in den Puppen angebrachten Griffen. Ein Hauptdarsteller benötigt 3 Puppenspieler zur Bedienung: der angesehenste Spieler bedient Kopf und rechten Arm, ein zweiter den linken Arm und der Dritte die Beine.
Die Puppen sind mindestens von halber bis ca. 4/5 Lebensgröße, oft rund 1,5 m hoch und ihr mechanischer Aufbau kann ziemlich kompliziert sein. In Stücken über übernatürliche Themen kann die Puppe z. B. so konstruiert sein, dass sich ihr Gesicht schnell in das Gesicht eines Monsters umwandeln lässt.

## Die Puppenspieler
Die Puppenspieler sind während der Aufführung auf der Bühne die ganze Zeit zu sehen und sind selbst mit schwarzen Kimonos und Kapuzen kostümiert, sprechen jedoch kein Wort.
In einer guten Aufführung werden die Puppenspieler „unsichtbar“ und die Aufmerksamkeit des Publikums auf die Puppen gezogen. Einige meisterhafte Puppenspieler setzen die Kapuze während der Vorstellung ab, im Wissen, dass das Publikum zu sehr auf die Vorstellung konzentriert ist, um sich ablenken zu lassen.

## Der Tayū

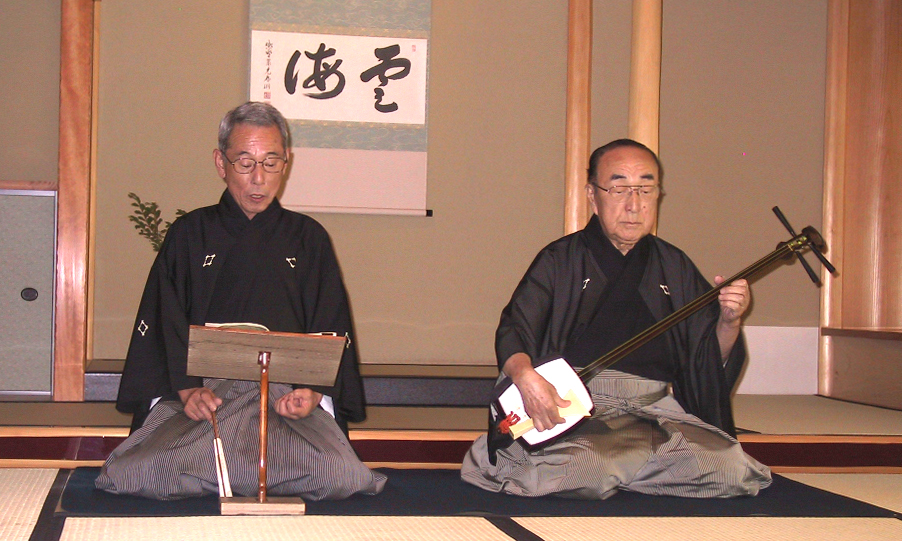
Ein Tayū und ein Shamisen-Spieler

Der Tayū (太夫) ist der Rezitator in einem Bunraku-Stück. Er erzählt im Verlauf des Stückes leicht melodisch mit kräftiger Stimme die Handlung.
Er spricht die Texte aller Darsteller und nutzt Techniken wie unterschiedliche Tonhöhe, um die einzelnen Figuren zu unterscheiden. Die Rezitierweise erfordert eine jahrelange Ausbildung und ist aufgrund einer hohen Körperspannung für den Rezitator sehr anstrengend. Da die Stücke oft mehrere Stunden dauern, wechseln sich die Rezitatoren innerhalb einer Aufführung ab. Der Rezitator sitzt in der Nähe zum Shamisen-Spieler auf einer drehbaren Plattform, der Yuka, die von Zeit zu Zeit gedreht wird, um die Rezitatoren für die nächste Szene nach vorn zu holen.

## Die Shamisen-Spieler
Die Shamisen ist eine Art Laute, die von Männern gespielt wird, die stets neben dem/den Tayū sitzen. Sie hat einen anderen Klang als sonst übliche Shamisen, sie ist tiefer in der Stimmung und hat einen volleren Ton.

## Ningyō Jōruri
Bunraku wird auch Ningyō Jōruri (人形浄瑠璃) genannt. Ningyō (人形) ist das japanische Wort für Puppe. Jōruri (浄瑠璃) bezeichnet die Kombination aus dem Rezitieren des Tayū und dem Spielen der Shamisen.

## Aktuelle Theatertruppen
Ōsaka ist der Sitz des staatlich unterstützten Nationalen Bunraku-Theaters. Die Kompanie zeigt jährlich fünf oder mehr Produktionen, die jeweils zwei bis drei Wochen lang in Ōsaka und dann im Nationaltheater in Tokio laufen, und unternimmt auch Tourneen durch Japan und gelegentlich ins Ausland.
Bis ins späte 19. Jahrhundert gab es hunderte professionelle, semi-professionelle und Amateurtruppen in ganz Japan. Seit Ende des Zweiten Weltkrieges ging ihre Zahl auf weniger als 30 zurück, von denen die meisten nur ein bis zwei Vorstellungen im Jahr geben, oft in Verbindung mit lokalen Festen. Einige wenige regionale Truppen sind aktiver. Das Awaji-Puppentheater auf der Insel Awaji südwestlich von Kōbe zeigt täglich kurze Vorstellungen und auch längere Shows an eigener Spielstätte und ist auch schon in den USA, Russland und anderen Ländern aufgetreten. Das Tonda-Puppentheater (Tonda Traditional Bunraku Puppet Troupe) aus der Präfektur Shiga, gegründet in den 1830er Jahren, hat fünf Tourneen durch die USA und Australien unternommen und war in Japan als Gastgeber akademischer Programme für amerikanische Studenten aktiv, die Bunraku lernen wollten. Das Imada-Puppentheater (das in Frankreich und Taiwan auf Tournee war) und das Kuroda-Puppentheater sind in der Stadt Iida in der Präfektur Nagano zuhause. Beide Truppen schauen auf eine 300-jährige Geschichte zurück, geben regelmäßig Vorstellungen und sind in der Ausbildung einer neuen Generation traditioneller Puppenspieler tätig.

## Sonstiges
Eine Weiterentwicklung des Bunraku stellt das Schwarze Theater dar, das im Rahmen der Weltausstellung 1958 in Brüssel durch die Theatergruppe Laterna Magika aus Prag bekannt gemacht wurde.
Takeshi Kitanos Film Dolls zeigt drei Geschichten über ewige Liebe, die Menschen wie Puppen bewegt, was auch durch die stilisierte Inszenierung unterstrichen wird. Eine Bunraku-Vorstellung bildet dabei die Rahmenhandlung.